# 유주사
유주사(劉周舍, ? ~ ?)는 전한 중기의 제후로, 조경숙왕의 아들이다.

## 생애
정화 원년(기원전 92년), 효후(洨侯)에 봉해졌다.
시호를 이(夷)라 하였고, 작위는 아들 유혜가 이었다.

## 출전
- 반고, 《한서》 권15상 왕자후표 上

| 선대 (첫 봉건) | 전한의 효후 기원전 92년 ~ ? | 후대 아들 효효후 유혜 |